# Ынтымак (Кара-Кульджинский район)
Ынтымак (кирг. Ынтымак) — село в Кара-Кульджинском районе Ошской области Кыргызстана. Входит в состав Кашка-Жолского айылного аймака.

## География
Село расположено в северной части области, к востоку от реки Карадарьи, на расстоянии приблизительно 15 километров (по прямой) к северо-западу от села Кара-Кульджа, административного центра района.

## Население
Согласно оценочным данным Национального статистического комитета Кыргызской Республики, численность населения села на начало 2023 года составляла 672 человека.
| год     | 2009 | 2014 | 2015 | 2020 | 2021 | 2023 |
| ------- | ---- | ---- | ---- | ---- | ---- | ---- |
| человек | 388  | 410  | 420  | 523  | 606  | 672  |